# Charles Philippe Robin
Charles Philippe Robin, född 4 juni 1821 i Jasseron, departementet Ain, död där 6 oktober 1885, var en fransk histolog. 
Robin blev 1862 professor i histologi vid medicinska fakulteten i Paris, 1866 ledamot av Académie des sciences och 1875 senator. Han utvecklade en mycket stor skriftställarverksamhet och var en av de första, som i Frankrike införde bruket av mikroskopet i den normala och patologiska anatomin.